# 准正规模式
准正规模式（英語：Quasinormal modes），又称准正则模式、准简正模，是被扰动的场或物体的能量耗散模式，例如描述场的扰动随时间的衰减。

## 例子
举一个熟悉的例子，如果你用一个小刀轻敲一个玻璃高脚杯，玻璃杯就会开始震动，它会在一系列固有频率或者固有频率的叠加态——也就是声波能量耗散模式——上震动。如果玻璃杯永远震动下去，我们就称这种模式为正规模式。但是在这个例子中振幅随时间衰减，所以我们称之为准正规模式。准正规震动可以在很高的精确度上近似为
{\displaystyle \psi (t)\approx e^{-\omega ^{\prime \prime }t}\cos \omega ^{\prime }t}
这里 {\displaystyle \psi \left(t\right)} 是振幅，{\displaystyle \omega ^{\prime }} 是频率，{\displaystyle \omega ^{\prime \prime }} 是衰减速率。准正规频率由两个参数来描述
{\displaystyle \omega =\left(\omega ^{\prime },\omega ^{\prime \prime }\right)}
上面两个式子也可以写成更紧凑的形式
{\displaystyle \psi \left(t\right)\approx \operatorname {Re} (e^{i\omega t})}
{\displaystyle \omega =\omega ^{\prime }+i\omega ^{\prime \prime }}
这里 {\displaystyle \mathbf {\omega } } 也经常被成为 准正规模式频率。这是一个带有两种信息的 复数: 实部表示随时间的振荡; 虚部表示时间的指数衰减。

在某些情况下，波的振幅衰减的很快，为了研究更长时间的衰减，可以用画出 {\displaystyle \log \left|\psi (t)\right|} 的图像来研究。

## 数学物理学
在理论物理中, 一个 准正规模式 是有复本征值（频率）的线性差分方程的形式解（比如广义相对论在约束扰动的黑洞解附近的线性方程）。
黑洞有很多准正规模式 (震动模式) 来描述黑洞随时间向完美球形演化的不对称性的指数减小。
最近，准正规模式的性质已经在 AdS/CFT对偶 的背景下进行了检验。也有人提出准正规模式的非对称行为与圈量子引力中的 Immirzi 参数有关，但是令人信服的证据尚未被发现。

## 生物物理学
在计算生物物理学中，准正规模式也被称为准谐振模式，是从原子波动的等时相关矩阵对角化中推导出来的。